# Flugten til Varennes
Flugten til Varennes (fransk: Fuite à Varennes) om natten mellem den 20 - 21 juni i 1791 var en signifikant begivenhed under den franske revolution, hvor kongen og dronningen af Frankrig, Ludvig 16. og Marie Antoinette, og deres nære familie uden held forsøgte at flygte fra Paris for at igangsætte en mod-revolution med en gruppe royalistiske officerer, som samledes i Montmédy nær grænsen. De kom kun så langt som til den lille by Varennes-en-Argonne, hvor de blev arresteret efter at være blevet genkendt ved deres tidligere stop i Sainte-Menehould.
Hændelsen var et vendepunkt hvor den folkelige fjendtlighed mod det franske monarki som institution, og kongen og dronningen som individer, blev meget mere udtalt. Kongens flugtforsøg provokerede anklager om forræderi, der i sidste ende ledte til hans henrettelse i 1793.
Flugten fejlede på grund af en række afveje, forsinkelser, misforståelser og dårlig dømmekraft. Meget skyldes kongens ubeslutsomhed; han udskød planen flere gange og tillod små problemer at blive meget større. Derudover overvurderede han den folkelige støtte til det traditionelle monarki, og han troede fejlagtigt, at kun radikale parisere støttede revolutionen, og at befolkningen som helhed var imod den. Han troede også, igen fejlagtigt, at han nød en særlig gunst hos bønderne og andre undersåtter.
Kongens flugt var traumatisk for Frankrig, som indgød reaktioner fra angst til vold og panik. Alle var opmærksomme på, at en undenrigs intervention var forestående. Erkendelsen af, at kongen effektivt afviste de revolutionære reformer, der blev indført indtil da, kom som en shock for de folk, som anså ham for en konge med gode intentioner og regerede efter Guds vilje. Republikanisme udviklede sig hurtigt fra et være bodegasnak til det dominerende ideal for de revolutionære ledere.
Kongens bror flygtede og samme nat men via en anden rute. Han flygtede succesfuldt og levede under den franske revolution i eksil, men han vendte senere tilbage til Frankrig og blev kronet som kong Ludvig 18. af Frankrig.

## Baggrund
Ludvig 16.'s ubeslutsomme reaktion på kvindernes march mod Versailles betød, at kongefamilien blev tvunget tilbage til Tuilerierne i Paris den 6. oktober 1789. Flytningen virkede som til at have paralyseret kongen, som overlod mange vigtige beslutninger til den politisk utrænede dronning. Den 28. februar 1794, mens Marquis de La Fayette håndterede en konflikt i Vincennes, kom hundredevis af royalister til Tuilerierne for at demonstrere deres støtte til kongefamilien, men de blev smidt ud af Nationalgarden.

## Flugtens formål
Målsætningen for flugten var at give kongen mere handlerum og personlig sikkerhed, end det var muligt i Paris. Ved Montmédy havde general François Claude Amour, marquis de Bouillé, samlet en styrke af 10.000 soldater fra den gamle kongelige hær, som stadig blev anset som loyale til monarkiet. De Bouillé havde selv vist sin støtte ved at nedkæmpe et seriøst oprør i Nancy i 1790. Tropperne under hans kontrol inkluderede to schweiziske og fire tyske lejeregimenter, som som anset som mere pålidelige i en tid med generel politisk uro end deres franske kolleger. I et brev skrevet til Diet i de schweiziske kantoner i Zurich, skrev royalisten baron de Breteuil, at "Hans Majestæt ønsker at have så imponerende styrker under sin disposition, så selv de mest dristige rebeller ikke har andre muligheder end at overgive sig". Det franske hofs forventning var, at "flere loyale undersåtter af alle klasser" ville samle sig om at restaurere Tronens rettigheder, og at orden ville blive genoprettet uden en borgerkrig eller udenlandsk invasion.
De langsigtede politiske målsætninger for kongeparret og deres tætteste rådgivere er uklart. Et detaljeret dokument med titlen Deklaration til det Franske Folk, blev udarbejdet af Ludvig 16. til præsentation for Nationalforsamlingen og efterladt i Tuilerierne, og det indikerer, at hans personlige målsætning var at vende tilbage til kompromiserne og magtafgivelserne, der er beskrevet i deklarationen af det Tredje Estat den 23. juni 1789, umiddelbart efter udbruddet af voldelighederne i Paris og Stormen på Bastillen. Privat korrespondance med Marie Antoinette tager en mere reaktionær linje, som ser mod at restaurere det gamle monarki uden indrømmelser eller kompromiser; men refererer dog til benådninger af alle udover de revolutionære ledere og byen Paris, "hvis den ikke vender tilbage til dets gamle orden".

## Flugtforsøget
Ludvig 16. forpligtigede sig selv og sin familie, efter ansporing af dronningen, til det fejlslagende flugtforsøg fra hovedstaden til den østlige grænse den 21. juni 1791. Prinsens guvernante, Marquise de Tourzel, skulle spille rollen som en russisk baronesse, dronningen og kongens søster, Madame Élisabeth, spillede roller som guvernante og sygeplejerske, kongen skulle være tjener og de kongelige børn skulle spille baronessens børn. Kongefamilien flygtede fra Tuilerierne omkring midnat. Flugten var mere eller mindre planlagt af dronningens favorit, den svenske grev Axel von Fersen, og Baron de Breteuil, som havde skaffet støtte fra den svenske kong Gustav 3. Grev Fersen havde anbefalet at bruge to lette vogne, der kunne have kørt de ca. 320 kilometer (200 mil) til Montmédy relativt hurtigt. Dette ville have betydet at splitte den kongelige familie op, men netop derfor besluttede kongeparret at bruge en tung og mistænkelig vogn trukket af seks heste.

## Afsløring og arrestation
På grund af den akkumulerede effekt af langsom rejse, tidsmæssige fejlberegninger, manglen på hemmelighed og nødvendigheden ved reparation af en ødelagt vogndel, betød det, at den kongelige familie blev pågrebet i dets flugtforsøg efter at have forladt Paris. Kong Ludvig 16. talte med bønderne mens hestene blev skiftet i Fromentieres, og Marie Antoinette gav sølvtallerkener til en hjælpsom embedsmand i Chaintrix. Ved Châlons modtog byfolkene efter sigende entouraget med klapsalver. Til sidst genkendte Jean-Baptiste Drouet, postmester i Sainte-Menehould, kongen fra hans portræt på et assignat i sin besiddelse. Syv udsendte kavalerier blev udsendt til den forventede rute, men de blev neutraliseret eller trukket tilbage på grund af mistænkelige grupper, før den langsomt kørende vogn nåede frem til dem. Kongen og den kongelige familie blev pågrebet i byen Varennes, kun 50 kilometer fra deres endelige destination, den svært befæstede, royalistiske citadel Montmédy.
Om De Bouillés hær havde været salgkraftig eller pålidelig nok til at ændre revolutionens retning og bevare monarkiet, kan ikke vides.

## Indespærring i Tuilerierne
Da den kongelige familie endelig vendte tilbage til Paris under stor bevogtning, mødte den revolutionære menneskemængde vognen med ukarakteristisk stilhed, og derfor bølgede komplet shock igennem menneskemængden, da de så deres konge. Kongefamilien blev indespærret i Tuilerierne, og fra dette tidspunkt frem blev afskaffelsen af monarkiet og etableringen af en republik en stigende mulighed. Kongens troværdighed som en konstitutionel monark var blevet voldsomt undermineret af flugtforsøget.
Efter deres tilbagevenden blev Assemblée nationale constituante enige om, at kongen kunne vende tilbage til magten, hvis han underskrev forfatningen. Flere fraktioner i Paris, som Cordelierne og Jacobinerne, var uenige, og denne uenighed ledte til en protest på Champ de Mars; demonstrationen blev voldelig og resulterede i Champ de Mars-massakren.
Fra efteråret 1791 bandt kongen sine håb om politisk redning op på de tvivlsomme udsigter til en udenlandsk intervention. På samme tid anbefalerede han Girondin-fraktionen i den lovgivende forsamling at fortsætte med deres ønske om krig med Østrig med den forventning, at et katastrofalt fransk nederlag kunne bane vejen for restaureringen af kongens royale autoritet. Kongen afviste råd fra sine moderate konstitutionalister, ledt af Antoine Barnave, om at implementere Forfatningen af 1791 helt, som han ellers havde sværget at overholde. I stedet påbegyndte kongen en skjult modrevolution.

## Republik og henrettelse
Kongens fejlslagende flugtforsøg alarmerede mange andre europæiske monarker, som frygtede at de revolutionære idéer ville sprede sig til deres lande og resultere i ustabilitet uden for Frankrig. Relationer mellem Frankrig, som allerede var pressede på grund af revolutionen, blev yderligere forværrerede og nogle udenrigsministre talte om krig mod den revolutionære regering.
Ved udbruddet af den første koalitionskrig i april 1792 mod Østrig og offentliggørelsen af et manifest af den preussiske generalfeltmarskal Karl Vilhelm Ferdinand, der truede med ødelæggelsen af Paris, hvis den kongelige families sikkerhed igen blev truet. Da de radikale parisere hørte dette, stormede de Tuilerierne den 10. august 1792. Denne begivenhed var dødsstødet for monarken.
Dette angreb ledte til sidst til suspenderingen af kongens magt af den lovgivende forsamling (Assemblée législative) og udråbelsen af den Første Franske Republik den 21. september 1792. I november samme år blev kongens hemmelige samtaler med afdøde revolutionær Mirabeau og breve til udenlandske modrevolutionære fundet i en hemmelig jernkiste, Armoire de fer, i Tuilerierne. Det var nu ikke længere muligt at tro, at revolutionens reformer var blevet implementeret med kongens frie vilje. Nogle republikanere ville have man afsat, mens andre ønskede en rettergang for det formodede forræderi og konspiration med udenlandske fjender af Frankrig. Den 3. december blev det besluttet, at Ludvig 16., sammen med sin familie, der havde været fængslet i Tour du Temple siden august det år, skulle for retten for forræderi. Kongen stod for retten den 11. og 23. december foran Nationalkonventet.
Kongen blev kendt skyldig i forræderi og sendt til guillotinen den 21. januar 1793. Ni måneder senere blev dronningen Marie Antoinette også kendt skyldig i forræderi og halshugget den 16. oktober 1793.